# ناقصة مدملكة
ناقصة مدملكة (الاسم العلمي:Amorpha retusa) هي نوع غير مؤكد من النباتات يتبع جنس الناقصة من الفصيلة البقولية.